# فرانس أنانياس
فرانس أنانياس (بالإنجليزية: Frans Ananias)‏ (مواليد 1 ديسمبر 1972) هو لاعب قدم ناميبي معتزل. مثّل منتخب ناميبيا وشارك معه في بطولة كأس الأمم الأفريقية 1998.

## وصلات خارجية
فرانس أنانياس على موقع الاتحاد الدولي (مؤرشف)  (الإنجليزية)
- فرانس أنانياس على موقع قاعدة بيانات كرة القدم.إي يو (الإنجليزية)
- فرانس أنانياس على موقع ناشيونال فوتبول تيمز (الإنجليزية)
- فرانس أنانياس على موقع عالم كرة القدم.نت (الإنجليزية)